# Raffay Ferenc
Raffay Ferenc (Cegléd, 1870. október 29. – Eperjes, 1907. október 10.) jogi doktor, jogakadémiai tanár, ügyvéd, bíró.

## Életútja
Raffay György és Szokol Borbála iparos szülők fia. A középiskola alsó osztályait a ceglédi állami polgári iskolában, a felső osztályokat pedig a szarvasi evangélikus főgimnáziumban végezte. Ezután jogot hallgatott a budapesti egyetemen és itt avatták 1894. szeptember 22-én jogi doktorrá. Ügyvédi vizsgálatot 1897 április tett Budapesten, a magyar magánjogból pedig a kolozsvári egyetemen nyert 1901-ben magántanári képesítést. Ügyvédi oklevele megnyereéseig Budapesten és Cegléden ügyvédjelölt volt, a majd birói pályára lépett és 1897 júniusában jegyzővé, szeptemberben pedig albíróvá nevezték ki a győri királyi törvényszékhez. Innét 1900 februárjában rendelték ki a győri királyi járásbirósághoz, ahol azon év december 16-ig működött, akkor lemondott birói állásáról és ügyvédi irodát nyitott Győrött. 1901 nyarán meghívták az eperjesi evangélikus kollegiumba rendes tanárnak, ahol a magyar és az ausztriai magánjogot adta elő. Katonai szolgálatát a budapesti 1. számú honvéd gyalogezredben teljesítette, később ugyanott szolgálaton kívüli hadnagy volt. Mint VIII. osztályú tanuló írt a Czeglédbe, a Szarvasi Lapokba s az 1890-es évek elején állandó munkatársa volt a Czegléd és Vidékének. Szerkesztette a Czegléd és Vidékét 1896. január 1-jétől 1897. június 30-ig és az Eperjesi Lapokat 1905. január 1-jétől. A polgári törvénykönyv tervezetének előkészítésében segédkezett, tanulmányai közül több is foglalkozik a polgári törvénykönyv második javaslatának bizonyos részeivel (házassági jog, különvagyon és közszerzemény, egyesületi jog, birtoktan stb.), ezeket német nyelven is publikálta. Kommentárt írt a házassági törvényhez is.

## Újságcikkei
A Jogban (1896. A bizonyítás felvételét elrendelő végzésről, Tanulságok, 1897. A jelzálogos hitelezők jogállása a vagyonközösség megszüntetése iránti perben és a lejegyzésnél, A nőtartás kérdéséhez, Az utóöröklés és örökös helyettesítés, Néhány megoldatlan kérdés a csődtörvényben és a gyakorlatban, Igazolás és perújítás, A közjegyzői költségek az örökösödési eljárásban, Az 1898. évi igazságügyi költségvetés, 1898. A magyar polgári törvénykönyv, Új alakulatok a kereskedelmi társaságok terén, Közkereseti társaság tagja részvénytársaság lehet-e? A kártérítés büntető ügyekben, A csalárd és vétkes bukás, Egy érdekes házasságjogi eset, 1899. Néhány megjegyzés a házassági bontó okokról, Mikor követelhető a válólevél kiadása? A vétkesség megállapítása bontó perekben. Az elmebaj a házassági jog szempontjából, A női tartásdíj iránti perekről, A tulajdonos érdekeinek megvédése a kisajátításnál, 1899-1900. Vitás kérdés a házassági perrendtartás köréből, 1900. A H. T. 100. §-ához, 1901. A polgári törvénykönyv tervezetének házasságjogi része); az Ügyvédek Lapjában (1897. Az ügyvédi díjakról, Az előjegyzett tulajdonjog igazolása, Az örökösödési eljárás a gyakorlatban, A hűtlen elhagyás judicaturájához, A birói kinevezésekről, A vétkes bukás judicaturájához, A majorsági zsellérbirtokok rendezése, 1898. Határjárás, mesgyeigazítás, sommás visszahelyezés, A család befolyása a gyámság és gondnokság alatt levők ügyeire, Az ivadék, hitves és szülő kötelessége, Az ági öröklés kérdése, A jövedéki büntetőjog kodifikálása, A curia gyakorlata és az 1894: XXXI. t.-cz. 77. §-sa, A végrehajtási törvény 230. §-ához, A szabadságvesztés büntetése és a btkv. novellája, Magyar honosok külföldön kötött házassága, 1899. A holttányilvánítás szabályozása a polgári törvénykönyvben, A házasságtörés, Az igazságügyminiszterium működése 1895-98-ig cz. munka ism., A gyermekek örökléséről, Határjelhamisítás, A vagyonközösség megszüntetése iráni per, Ki kérheti a holttányilvánítást? Az 1894: XXXI. t.-cz. 77. és 80 §-sa a) pontjainak egymáshoz való viszonya. A H. T. 77. §-sa és a külföldiek, Szolgálati pragmatika, Külföldi biróságok ítéleteinek nostrificálása házassági perben, Házassági megállapítási perek, 1900. Vitás kérdés a gondokság alá helyező eljárás köréből, Curiai határozatok a házassági jog köréből, 1902. A végrendelet alkotásának szabályai a Tervezetben, Megjegyzések a Tervezet öröklési jogához); a Jogtudományi Közlönyben (1897. Perújítás ügyvéd hibájából, A C) lap rendezése, szerkesztése, Irásbeli szerződés és szóbeli megállapodás, A felek eskü alatti kihallgatásának reformálása, Van-e újrafelvételnek helye a tényleges birtoklásnál, Indítvány, 1898. A házassági jogról intézkedő törvény 77. §-sához, Szerzetes gondnokság alá helyzehető-e? 1899. A birtokrendezési eljárás szabályozása az új polgári perrendtartásban, A közjegyzői kényper kérdéséhez, 1900. A H. T. 98., 101., 102., 103. és 108. §-ainak alkalmazása külföldiekkel szemben, 1904. Kele József művének bírálata); a Magy. Jogászban (1898. A vásári bíráskodás reformja, A párbér kérdés megoldása); a M. Kritikában (1898. 3., 1899. 4., 7-9., 14., 16., 1900. 1. sz. könyvismertetések és bírálatok); a Polgári Törvénykezésben (1899. Varokok írásbeli magánvégrendelete, 1900. A házasságvédő és kir. ügyész szerepe a válóperekben); a Jogállamban (1903. Az ági öröklés törvényhozási szabályozásáról); a M. Jogi Lexikonban (V. k. Párbér). Ezeken kívül több cíkket írt a Magánjogi Kodifikáczio-, Magyar Kodifikatio- és a M. Jogász Ujságba.

## Munkái
- A hűtlen elhagyás, mint házasságbontó ok. Bpest, 1898. (2. jav. kiadás. Uo. 1900., 3. k. Uo. 1901.).
- A párbérkérdés megoldása. Uo. 1898. (Jogászegyleti Értekezések 136.).
- Házassági perrendtartás. Uo. 1898.
- A házassági törvény és a polgári törvénykönyv kodifikácziója. Uo. 1899.
- Új szöveg a magyar általános polgári törvénykönyv tervezetének házasságjogi részéhez. Uo. 1901.
- Észrevételek a polgári perrendtartásról szóló törvényjavaslat XI. czíméhez. (Eljárás a házassági ügyekben.) Uo. 1901.
- A magyar házassági jog. 1894. évi XXXI. törvényczikk. Uo. 1902.
- Az egyesületi jog kodifikálása. Uo. 1903.
- Különvagyon és közszerzemény kodifikálása. Uo. 1903. (Két kiadás).
- Die Ungültigkeit der Ehe im Sinne des ungarischen Ehegesetzes. Uo. 1903.
- Die Besitzlehre im Entwurfe des ung. allg. bgl. Gesetzbuches. Uo. 1903.
- A magyar általános polgári törvénykönyv tervezetének birtoktana. Uo. 1903.
- A magyar magánjog kézikönyve. Eperjes, 1904. (2. kiadás. Uo. 1906. Két kötet. 3. kiadás. Bp-, 1909.)
- Az osztrák magánjog tankönyve. Uo. 1906.